# (786) Бредихина
(786) Бредихина (лат. Bredichina) — небольшой астероид внешней части главного пояса, который принадлежит к тёмному спектральному классу C. Он был открыт немецким астрономом Францем Кайзером в обсерватории Хайдельберг, Германия и назван в честь российского астронома Фёдора Бредихина.

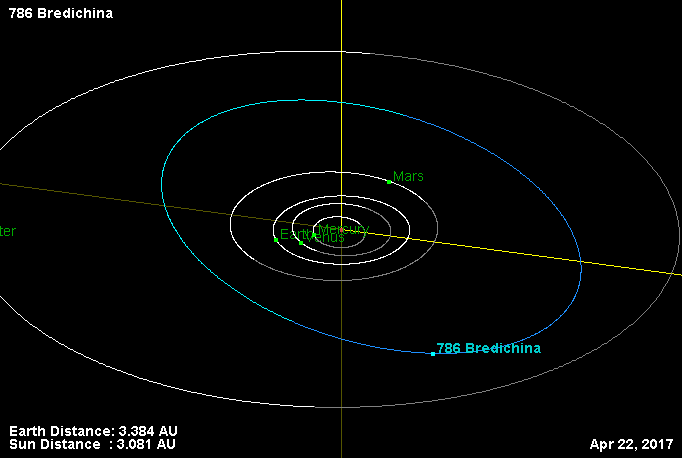
Орбита астероида Бредихина и его положение в Солнечной системе